# Frazione algebrica
In algebra e algebra computazionale, una frazione algebrica è una frazione  il cui numeratore e denominatore sono espressioni  ottenute componendo ripetutamente polinomi e potenze con esponente razionale. Due esempi di frazione algebrica sono {\displaystyle {\frac {3x}{x^{2}+2x-3}}} e {\displaystyle {\frac {\sqrt {x+2}}{x^{2}-3}}}. Le frazioni algebriche sono soggette alle stesse regole delle frazioni numeriche.
Una frazione razionale è una frazione algebrica il cui numeratore e denominatore sono entrambi polinomi; in algebra e in geometria algebrica, il termine funzione razionale viene a volte usato come sinonimo di "frazione razionale". Un esempio di frazione razionale è {\displaystyle {\frac {3x}{x^{2}+2x-3}}}, mentre invece {\displaystyle {\frac {\sqrt {x+2}}{x^{2}-3}}} non lo è, poiché il numeratore contiene una funzione radice quadrata. Una frazione algebrica può essere vista come un caso particolare di funzione algebrica, e una funzione algebrica che corrisponde a una frazione algebrica si dice esprimibile per radicali.

## Terminologia
Nella frazione algebrica {\displaystyle {\tfrac {a}{b}}}, il dividendo a è detto il numeratore e il divisore b è detto il denominatore. Il numeratore e il denominatore sono detti termini della frazione algebrica.
Una frazione è ridotta ai minimi termini se l'unico fattore comune al numeratore e al denominatore è 1.
Una frazione algebrica che sia ottenuta come ripetuta composizione di polinomi e potenze razionali si dice intera. Il denominatore di una frazione algebrica intera è 1.

## Frazioni razionali
Se le espressioni a e b sono polinomi, la frazione algebrica è detta razionale . Le frazioni razionali sono dette anche espressioni razionali. Una frazione razionale {\displaystyle {\tfrac {f(x)}{g(x)}}} è detta propria se {\displaystyle \deg f(x)<\deg g(x)}, e impropria altrimenti. Per esempio, la frazione razionale {\displaystyle {\tfrac {2x}{x^{2}-1}}} è propria, e le frazioni razionali {\displaystyle {\tfrac {x^{3}+x^{2}+1}{x^{2}-5x+6}}} e {\displaystyle {\tfrac {x^{2}-x+1}{5x^{2}+3}}} sono improprie. Ogni frazione razionale impropria può essere espressa come la somma di un polinomio (eventualmente costante) e una frazione razionale propria. Nel primo esempio si ha
{\displaystyle {\frac {x^{3}+x^{2}+1}{x^{2}-5x+6}}=(x+6)+{\frac {24x-35}{x^{2}-5x+6}},}
dove il secondo termine della somma è una frazione razionale propria. La somma di due frazioni razionali proprie è una frazione razionale propria. Il processo inverso, consistente nell'esprimere una frazione razionale propria come somma di due o più frazioni razionali prende il nome di risolvere la frazione iniziale in frazioni parziali. Per esempio,
{\displaystyle {\frac {2x}{x^{2}-1}}={\frac {1}{x-1}}+{\frac {1}{x+1}}.}
In questo contesto, i due termini al secondo membro si dicono frazioni parziali.

## Frazioni irrazionali
Una frazione irrazionale è una frazione algebrica non razionale, in particolare essa contiene la variabile sotto esponente frazionario. Un esempio di frazione irrazionale è
{\displaystyle {\frac {(x+2)^{1/2}}{x^{2}-3}},}
che equivale a
{\displaystyle {\frac {\sqrt {x+2}}{x^{2}-3}},}
oppure
{\displaystyle {\frac {x^{1/2}-{\tfrac {1}{3}}a}{x^{1/3}-x^{1/2}}}.}